# Saint-Pierre-Saint-Jean
Saint-Pierre-Saint-Jean è un comune francese di 152 abitanti situato nel dipartimento dell'Ardèche della regione dell'Alvernia-Rodano-Alpi.

## Società

### Evoluzione demografica
Abitanti censiti